# Municipio de Eyota
El municipio de Eyota (en inglés: Eyota Township) es un municipio ubicado en el condado de Olmsted en el estado estadounidense de Minnesota. En el año 2010 tenía una población de 464 habitantes y una densidad poblacional de 5,27 personas por km².

## Geografía
El municipio de Eyota se encuentra ubicado en las coordenadas 43°58′37″N 92°15′36″O / 43.97694, -92.26000. Según la Oficina del Censo de los Estados Unidos, el municipio tiene una superficie total de 88.07 km², de la cual 88,07 km² corresponden a tierra firme y (0 %) 0 km² es agua.

## Demografía
Según el censo de 2010, había 464 personas residiendo en el municipio de Eyota. La densidad de población era de 5,27 hab./km². De los 464 habitantes, el municipio de Eyota estaba compuesto por el 98,92 % blancos, el 0,22 % eran asiáticos y el 0,86 % eran de una mezcla de razas. Del total de la población el 1,51 % eran hispanos o latinos de cualquier raza.